# Socialismo amarelo
Socialismo amarelo ou sindicalismo amarelo, foi um sistema econômico proposto em 1902 por Pierre Biétry, como alternativa ao “socialismo vermelho” preconizado no marxismo.
O socialismo amarelo foi proeminente até a Primeira Guerra Mundial, competindo com o marxismo por apoio entre os trabalhadores. "Socialismo amarelo" também era um termo marxista de abuso para todos os socialistas não-marxistas. Após a Primeira Guerra Mundial, o termo "socialismo amarelo" caiu em desuso.

## História
Pierre Biétry havia sido membro do Partido Operário Francês, de caráter marxista, mas o deixou em 1900. Decepcionado com o fracasso do "socialismo vermelho" em melhorar a condição dos trabalhadores, ele agora defendia a cooperação entre o trabalho organizado e as empresas capitalistas. Ele chamou essa ideia de "socialismo amarelo", como um contraste deliberado com o "socialismo vermelho" marxista. Em 1902, fundou a Fédération Nationale des Jaunes de France (Federação Nacional dos Amarelos da França - FNJF).
A FNJF ganhou algum apoio entre os trabalhadores mais conservadores quando as greves dos sindicatos da "Vermelha" Confédération générale du travail (CGT) incluíam violência.
Nos anos seguintes, Biétry acrescentou antissemitismo ao programa da FNJF, e a FNJF se envolveu com a reacionária direita francesa. Alguns de seus membros e organizadores aderiram à Action Française.